# المحقق كونان (الموسم 18)
المحقق كونان هو الموسم الثامن عشر من سلسلة المحقق كونان (باليابانية: 名探偵コナン، تُنطق ميه‌‌تانتيه كۆنان أي المحقق العظيم كونان) تُرجمت رسميًا إلى المُحقق كونان، وهي سلسلة مانغا للكاتب غوشو أوياما حُولِّت إلى مسلسل أنيمي وحلقات أوفا وأفلام أنمي وألعاب فيديو ووسائط أخرى يابانية وقد بدأ عرض السلسلة من 9 مارس 2009 ولغاية 6 فبراير 2010.
أُذيعت الحلقة الأولى في 8 يناير 1996 وعرضت الحلقات بالتوالي إلى أن وصلت إلى أكثر من 1,155 حلقة، وبذلك تحتل المركز الخامس عشر في قائمة أكثر الأنيميات من حيث عدد الحلقات. يتم عرض حلقة واحدة من الأنمي أسبوعيًّا على نبون تلفجن إلا في حالات عرض الأفلام فإنها قد تتأجل إلى أسبوعين أو أكثر. تتم دبلجة الأنيمي للغة العربية من قِبَل مركز الزهرة ولا تزال دبلجته مُستمرة لأكثر من ثمانية عشرة سنة منذ سنة 1998، حيث عُرض لأول مرة على تلفزيون قطر، وقد وصلت الحلقات المُدبلجة إلى 565 (537 بالنّظام الياباني) من أصل 1,155 حلقة.
يُعرَض المحقق كونان في اليابان على قناة نيبون تي في وقناة يوميأوري وقناة أنيماكس وقناة YTV اليابانية، وقد لاقى المحقق كونان رواجًا كبيرًا في اليابان حيث احتل مركزًا من ضمن المراكز الستة الأوائل في ست مناسبات مختلفة. وبحسب استطلاعات الرأي التي أجرتها مجلة أنيميج، اعتبر الأنيمي من بين أفضل 20 أنيمي تم إصداره خلال الفترة من عام 1996 ولغاية عام 2001. أيضا احتل المحقق كونان المركز الثالث والعشرين من ضمن قائمة أفضل 100 أنيمي، أجرته شبكة أساهي اليابانية في عام 2005.

## عناوين الحلقات
| #       | عنوان الحلقة                                                 | تفاصيل الحلقة | تفاصيل الحلقة  |
| اليابان | باليابانية                                                   | في المانغا    | تاريخ العرض    |
| ------- | ------------------------------------------------------------ | ------------- | -------------- |
| 528     | هادئ أفضل من غامض (الجزء الأول)                              | فصل 643-645   | 9 مارس 2009    |
| 529     | هادئ أفضل من غامض (الجزء الثاني)                             | فصل 643-645   | 16 مارس 2009   |
| 530     | حقيقة شائعة المدينة (الجزء الأول)                            | فصل 625-627   | 18 أبريل 2009  |
| 531     | حقيقة شائعة المدينة (الجزء الثاني)                           | فصل 625-627   | 25 أبريل 2009  |
| 532     | جرح الحب الأول (الجزء الأول)                                 | فصل 667-673   | 2 مايو 2009    |
| 533     | جرح الحب الأول (الجزء الثاني)                                | فصل 667-673   | 9 مايو 2009    |
| 534     | الندبة الجديدة ورجل الصفير                                   | فصل 667-673   | 16 مايو 2009   |
| 535     | الندبة القديمة وروح الضابط                                   | فصل 667-673   | 23 مايو 2009   |
| 536     | سر التحفة المختفية                                           | فلر           | 30 مايو 2009   |
| 537     | كايتو كيد ضد الخزنة المنيعة (الجزء الأول)                    | فصل 674-676   | 13 يونيو 2009  |
| 538     | كايتو كيد ضد الخزنة المنيعة (الجزء الثاني)                   | فصل 674-676   | 20 يونيو 2009  |
| 539     | ميراث الحمقى                                                 | فلر           | 4 يوليو 2009   |
| 540     | اليوم الذي اعتزل فيه موري كوغورو مهنة التحقيق (الجزء الأول)  | فلر           | 11 يوليو 2009  |
| 541     | اليوم الذي اعتزل فيه موري كوغورو مهنة التحقيق (الجزء الثاني) | فلر           | 18 يوليو 2009  |
| 542     | صخرة إيكاكو التي يختفي عندها السمك (الجزء الأول)             | فصل 664-666   | 25 يوليو 2009  |
| 543     | صخرة إيكاكو التي يختفي عندها السمك (الجزء الثاني)            | فصل 664-666   | 1 أغسطس 2009   |
| 544     | اليد التي تعزف بلا انسجام                                    | فلر           | 8 أغسطس 2009   |
| 545     | الساحرة التي يحجبها الضباب (الجزء الأول)                     | فصل 661-663   | 5 سبتمبر 2009  |
| 546     | الساحرة التي يحجبها الضباب (الجزء الثاني)                    | فصل 661-663   | 12 سبتمبر 2009 |
| 547     | يومان مع المجرم (اليوم الأول)                                | فلر           | 19 سبتمبر 2009 |
| 548     | يومان مع المجرم (اليوم الثاني)                               | فلر           | 26 سبتمبر 2009 |
| 549     | غموض نقطة انطلاق السوشي (الجزء الأول)                        | فصل 655-657   | 3 أكتوبر 2009  |
| 550     | غموض نقطة انطلاق السوشي (الجزء الثاني)                       | فصل 655-657   | 10 أكتوبر 2009 |
| 551     | المجرم هو والد غينتا (الجزء الأول)                           | فصل 658-660   | 17 أكتوبر 2009 |
| 552     | المجرم هو والد غينتا (الجزء الثاني)                          | فصل 658-660   | 24 أكتوبر 2009 |
| 553     | غرفة الاستجواب                                               | فلر           | 31 أكتوبر 2009 |
| 554     | جولة غموض طائر اللقلق (جزء تحقيق ران)                        | فلر           | 7 نوفمبر 2009  |
| 555     | جولة غموض طائر اللقلق (جزء تعقب يونا)                        | فلر           | 14 نوفمبر 2009 |
| 556     | التقاطع المخيف                                               | فلر           | 21 نوفمبر 2009 |
| 557     | الثنائي الخطر                                                | فصل 680-681   | 28 نوفمبر 2009 |
| 558     | قصر الموت والجدار الأحمر (دعوة الامتنان)                     | فصل 682-686   | 5 ديسمبر 2009  |
| 559     | قصر الموت والجدار الأحمر (شيء في المتناول)                   | فصل 682-686   | 12 ديسمبر 2009 |
| 560     | قصر الموت والجدار الأحمر (الراحل كومي)                       | فصل 682-686   | 19 ديسمبر 2009 |
| 561     | قصر الموت والجدار الأحمر (إستراتيجية القصر الفارغ)           | فصل 682-686   | 26 ديسمبر 2009 |
| 562     | اختطاف ألوان قوس قزح                                         | فلر           | 16 يناير 2010  |
| 563     | فرقة المتحرين الصغار ضد اللصوص (الاضطراب)                    | فصل 677-679   | 23 يناير 2010  |
| 564     | فرقة المتحرين الصغار ضد اللصوص (الصمت)                       | فصل 677-679   | 30 يناير 2010  |
| 565     | الشاهد الذي لم ير                                            | فلر           | 6 فبراير 2010  |